# Noturus phaeus
Noturus phaeus är en fiskart som beskrevs av Taylor, 1969. Noturus phaeus ingår i släktet Noturus och familjen Ictaluridae. Inga underarter finns listade i Catalogue of Life.